# 86e régiment d'infanterie (France)
Pour les articles homonymes, voir 86e régiment.

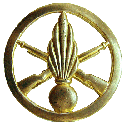
insigne de béret d'infanterie

Le 86e régiment d'infanterie (86e RI) est un régiment d'infanterie de l'Armée de terre française, à double héritage, créé sous la Révolution à partir du régiment de Courten, un régiment d'infanterie suisse au service du royaume de France, et du 11e régiment d'infanterie légère créé à partir des chasseurs des Ardennes.

## Création et différentes dénominations
Le 86e régiment d’infanterie a la particularité, comme tous les régiments d’infanterie portant un numéro entre le 76e et le 99e, d’être l’héritier des traditions de deux régiments : le 86e régiment  d'infanterie de ligne et le 11e régiment d'infanterie légère.
- 1791 : tous les régiments prennent un nom composé du nom de leur arme avec un numéro d’ordre donné selon leur ancienneté. le régiment de Courten devient le 86e régiment d'infanterie de ligne ci-devant Courten.
- 20 août 1792 : le 86e régiment d'infanterie, comme tous les régiments suisses, est licencié[1].
- 21 mars 1794 : prend le nom de 86e demi-brigade de première formation
- 21 novembre 1796 :  reformé en tant 86e demi-brigade de deuxième formation
- 24 septembre 1803 : réorganisé et renommé 86e régiment d'infanterie;
- 16 juillet 1815 : comme l'ensemble de l'armée napoléonienne, il est licencié à la Seconde Restauration.
- 1820 : lors de la réorganisation des corps d'infanterie français en 1820, le 86e régiment d'infanterie de ligne n'est pas créé et le no 86 disparait jusqu'en 1854.
- En 1854, l'infanterie légère est transformée, et ses régiments sont convertis en unités d'infanterie de ligne, prenant les numéros de 76 à 100. Le 11e régiment d'infanterie légère prend le nom de 86e régiment d'infanterie de ligne.
- 1914 : à la mobilisation, il met sur pied son régiment de réserve, le 286e régiment d’infanterie
- 1920 : dissolution.
- 9 septembre 1939 recréation du régiment.
- 1940 : dissolution.
- 1944 : recréation du 86e régiment d'infanterie.
- 1945 : dissolution.
- 1963 : recréation de la 1re compagnie du 86e R.I.
- 1966 : dissolution.
- le régiment sera régiment support de l'École Nationale Technique des Sous-Officiers d'Active d'Issoire (ENTSOA).

## Colonels et chefs de brigade
- 7 mars 1790 : Jean Antoine, comte de Courten
- 1794 : Pierre Potey[2]
- 1796 : chef de brigade Normand
- 1803 : colonel Lacroix
- 1811 : Claude Joseph Pelecier (*)
- 1814 : Joseph Antoine Charles de Muller
- 1815 : Claude Joseph Pelecier (*)
- Le régiment n'existe plus
- 1855 : colonel Hardy (tué)
- 1855 : colonel David (tué)
- 1855 : colonel de Berthier
- 1859 : Louis Julien Signorino[3]
- 1869 : colonel Berthe
- 1871 : colonel Cercelet
- 1883 : Cyprien Cary (1833-1897)
- 1869 : colonel Vallat
- 1890 : colonel Odon
- 1897-1901 : colonel Baudic
- 1902-1907 : colonel Buey
- 1911 : colonel De Breban
- 1912 : colonel Diou
- 24 décembre 1913 - 9 août 1914 : colonel Hallouin.
- 9 août 1914 - 25 août 1914 : colonel Couturaud.
- 15 septembre 1914 - 15 octobre 1915 : lieutenant-colonel Blanger.
- 15 octobre 1915 - 24 août 1916 : lieutenant-colonel de Sigoyer.
- 24 août 1916 - 25 janvier 1917 : lieutenant-colonel des Garniers.
- 25 janvier 1917 - 11 novembre 1918 : lieutenant-colonel Sautel.
- 1939 : lieutenant-colonel Romanille.

## Historique des garnisons, combats et batailles du86eRI

### 86erégiment d'infanterie de ligneci-devant Courten (1791-1793)
L'ordonnance du 1er janvier 1791 fait disparaître les diverses dénominations, et les corps d'infanterie ne sont désormais plus désignés que par le numéro du rang qu'ils occupaient entre eux. Ainsi, 101 régiments sont renommés. Les régiments sont toutefois largement désignés avec le terme ci-devant, comme 86e régiment d'infanterie ci-devant Courten.

Chaque régiment n'eut plus qu'un drapeau aux couleurs rouge, blanc et bleu, ayant d'un côté cette inscription : Obéissance à la Loi et de l'autre le numéro du régiment et les noms des actions éclatantes où il s'était trouvé.
Le 86e régiment d'infanterie, comme tous les régiments suisses, est licencié le 20 août 1792. Toutefois une partie des soldats du régiment s'engagèrent aussitôt dans les troupes de la République et reconstituèrent le 86e régiment d'infanterie de ligne.

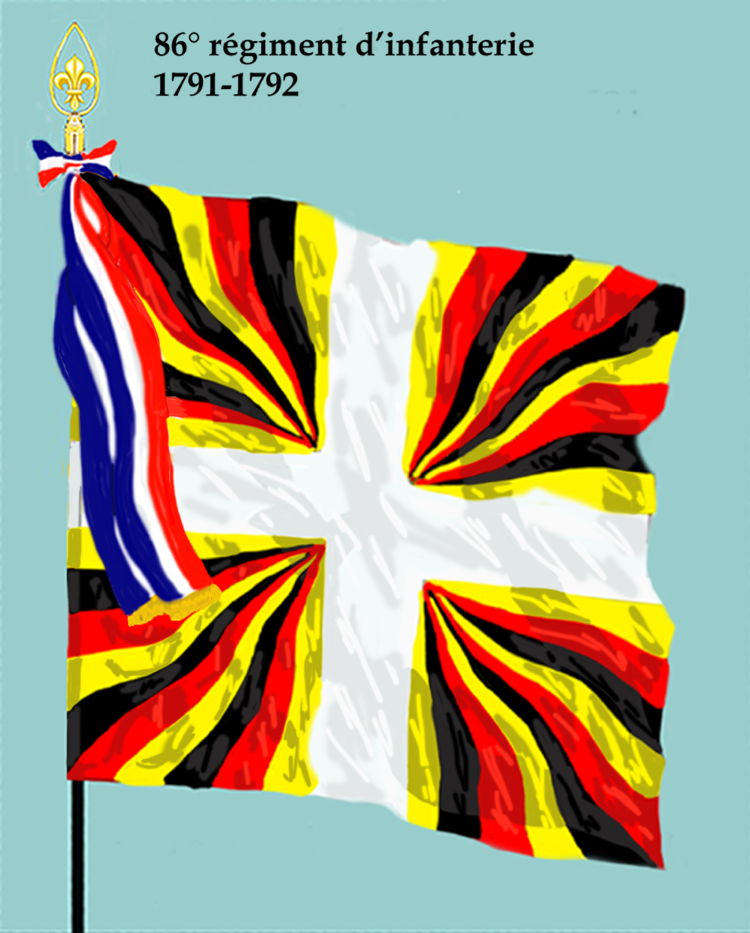
Drapeau du 86e régiment d'infanterie de ligne de 1791 à 1793

### 86edemi-brigadede première formation (1794-1796)

#### Guerres de la Révolution et de l'Empire
Le 21 mars 1794 la 86e demi-brigade de première formation est constituée, par le représentant du Peuple Gillet au moyen de l'amalgame des : 
- 2e bataillon du 43e régiment d'infanterie (ci-devant Royal-Vaisseaux)
- 19e bataillon de volontaires de Paris également appelé bataillon du Pont-Neuf
- 3e bataillon de volontaires du Puy-de-Dôme

En 1795, la demi-brigade se trouve au siège de Luxembourg.

### 86edemi-brigadede deuxième formation (1796-1803)

#### Guerres de la Révolution et de l'Empire
Le 1er frimaire an V (21 novembre 1796) la 86e demi-brigade de deuxième formation est formée par l'amalgame des : 
- 1er et 3e bataillons de la 141e demi-brigade de première formation (1er bataillon du 77e régiment d'infanterie (ci-devant La Marck), 3e bataillon de volontaires de l'Aisne et 7e bataillon de volontaires du Calvados)
- 142e demi-brigade de première formation (2e bataillon du 77e régiment d'infanterie (ci-devant La Marck), 3e bataillon de volontaires de l'Orne et 4e bataillon de volontaires de la Charente-Inférieure)
- 1er bataillon du 41e régiment d'infanterie (ci-devant La Reine) (Non amalgamé et qui devait former le noyau de la 81e demi-brigade de première formation)
- 1er et 2e bataillons de la 209e demi-brigade de première formation (1er bataillon de volontaires de la Drôme, 1er bataillon de volontaires de l'Aude et 1er bataillon de volontaires de l'Isère)
- 1er bataillon de volontaires de Seine-et-Oise
- 8e bataillon de volontaires de Seine-et-Oise
- 13e bataillon de volontaires de Seine-et-Oise
- 14e bataillon de volontaires de Seine-et-Oise
- 2e bataillon bis de volontaires du Pas-de-Calais également appelé bataillon de volontaires de Saint-Pol
- 12e bataillon de volontaires de la formation d'Orléans

La 86e demi-brigade de deuxième formation fait les campagnes de 1797 et 1798, dans l'armée de l'Ouest ou elle participe à la guerre de Vendée. 
- 1799
  - Bataille de Stockach
- 1801 
  - dans la Pouille, et à l'armée d'observation du Midi
- 1802,
  - Ses 2 premiers bataillons sont embarqués lors de l'expédition de Saint-Domingue et s'y sont perdus.

### 86erégiment d'infanterie de ligne(1803-1815)

#### Guerres de la Révolution et de l'Empire
- 1807 : corps d'observation de la Gironde, il est au Portugal et entre à Lisbonne le 2 décembre
- 1808 : Armée de Portugal - guerre d'indépendance espagnole
- 1813 : campagne d'Allemagne
  - 16-19 octobre : Bataille de Leipzig
  - il prend part la campagne d'Espagne: "le 86e a tenu une conduite au-dessus de tout éloge" écrit le général Foy ;
- 1814 : guerre d'indépendance espagnole, campagne de France
  - 27 février : bataille d'Orthez
  - bataille de Toulouse.
  - 28 mars : bataille de Claye et combat de Villeparisis
- 1815 : campagne de Belgique (1815)
  - bataille de Ligny.

### 86erégiment d'infanterie de ligne(1854-1882)

#### Second Empire
Le décret du 24 octobre 1854 réorganise les régiments d'infanterie légère les corps de l'armée française. À cet effet, le 11e régiment d'infanterie légère prend le numéro 86 et devient le 86e régiment d'infanterie de ligne.
En 1855 le 86e régiment d'infanterie de ligne est affecté à l'armée d'orient et participe à la guerre de Crimée. En juin il participe dans le cadre du siège de Sébastopol, à l'attaque contre les ouvrages de Karabelnaïa,, à l'attaque de la redoute du Mamelon Vert, l'un des faits d'armes du 86e RI qui conquiert le droit d'inscrire « Sébastopol » sur son drapeau, aux batailles de Traktir, de Baïdar et de Malakoff. 
En 1859, durant la campagne d'Italie, le 86e régiment d'infanterie de ligne se couvre de gloire à Magenta et à Solférino.
En 1870, lors de la guerre franco-allemande, affecté au 5e corps de l'armée de Châlons, il est engagé aux batailles de Nouart, de Beaumont et de Sedan.

#### 1871 à 1914
Le 16 août 1870, le 4e bataillon, formé pour la plupart de nouveaux arrivants, quitte le dépôt pour créer le 11e régiment de marche qui formera la 2e brigade de la 2e division du 13e corps d'armée
Le 27 mars 1871, des éléments du régiment rentrant de captivité sont amalgamés avec d'autres éléments de diverses unités pour former le 1er régiment d'infanterie provisoire.
En 1881, le 2e bataillon du 86e de ligne prend part à l'expédition du Sud-Orannais[réf. nécessaire].
En 1884-1885, un détachement de 21 hommes participe à l'expédition du Tonkin.
En 1895, un détachement composé de 1 officier et 16 hommes est engagé à l'expédition de Madagascar

### 86erégiment d'infanterie

#### Première Guerre mondiale
Affectations : casernement Le Puy, 49e brigade d'infanterie, 25e DI., 13e corps d'armée.
- 25e division d'infanterie d'août 1914 à juin 1915, puis à la 120e division d'infanterie jusqu'en novembre 1918.

##### 1914
La campagne de Lorraine
 Ancerviller.
 Sarrebourg.
Baccarat.
Engagé le 25 août 1914 à Baccarat (Meurthe-et-Moselle), subit d'énormes pertes, près d'un millier d'hommes dont le chef de corps le colonel Couturaud.
La bataille de la Mortagne. Le 86e ne compte plus de 750 hommes environ avec 7 officiers.
La Marne.

##### 1915
En 1915, c'est le 3e bataillon qui est détaché à son tour, pour tenir le secteur devant le Plémont (sud de Lassigny).
Le nord-ouest, le secteur de Canny-sur-Matz, où il reste jusqu'en novembre.

##### 1916
Le 15 février 1916 les Allemands se lancent furieusement à l'attaque de Verdun. Le régiment sera un des premiers à s'opposer à l'avance de l'allemand, devant la citadelle. Le souvenir de ce séjour à Verdun en mars 1916, restera comme celui d'un des plus violents bombardements que le régiment ait eu à subir durant la campagne, comme le souvenir d'une vie infernale, terrible et fantastique.
La bataille de la Somme.

##### 1917
Le secteur de l'Oise.
Saint-Quentin.
La cote 304, la région de Jubécourt et des bois de Bethelainville, à quelques kilomètres au sud de la fameuse cote 304.
Le secteur de Saint-Mihiel.
Verdun : Beaumont.
Vauquois.

##### 1918
La Bataille de la Marne.
Anthenay, Olizy-Violaine, bois de Rarrey.
L'offensive allemande du 15 juillet : Pourcy.Sur le champ de bataille d'Anthenay et Olizy, il a perdu 825 hommes et 17 officiers ; devant Pourcy, il a perdu 575 hommes et 5 officiers. Il reçoit une citation à l'ordre de l'armée pour ses actions.
Le Mort-Homme - l'Argonne.
Vouziers le 26 septembre au matin, l'attaque française est déclenchée sur tout le front de la 4e armée, sous les ordres du général Gouraud. La division est à la disposition du général commandant le 9e corps d'armée.
Vandy le 86e occupe les emplacements fixés, avec 2 bataillons en 1re ligne sur la rive droite et 1 bataillon maintenu en réserve sur la rive gauche.
Le 12 octobre 1918, une deuxième citation à l'ordre de la 4e armée récompense ses efforts. Une troisième citation à l'ordre du 9e corps d'armée vient couronner la campagne de ce régiment.

#### Entre-deux-guerres
Le 10 janvier 1919 à Nancy, sur le cours Léopold, le général de Mitry, commandant la 7e armée accroche la fourragère au drapeau du régiment décoré de la médaille commémorative de la campagne d'Italie (1859) et de la croix de Guerre 1914-1918 ornée de 2 palmes et d'une étoile de vermeil.
En 1920 dissolution du 86e R.I. les traditions gardées par le 38e RI.

#### Seconde Guerre mondiale

##### 1939-1940
Formé le 9 septembre 1939 sous les ordres du lieutenant-colonel Romanille, il appartient à la 26e DI. Réserve A type NE ; il est mis sur pied par le centre mobilisateur d'infanterie 131.
En 1940 dissolution du 86e RI.

##### 1944
Le 86e régiment d'infanterie est recréé en décembre 1944 à partir d'éléments des FFI de la Haute-Loire, du Cantal et de la Lozère. Il s'organise avec un bataillon et l'état-major régimentaire au Puy-en-Velay et un bataillon à Aurillac.
En sous-effectif, il est dissous le 31 mars 1945.

#### Depuis 1945 à nos jours
- En 1963 la 1re compagnie du 86e R.I.
- En 1966 dissolution.

## Drapeau
Il porte, cousues en lettres d'or dans ses plis, les inscriptions suivantes :
- Lodi 1796
- Passage du Tyrol 1797
- Dresde 1813
- Sébastopol 1855
- Lorraine 1914
- La Somme 1916
- L'Aisne 1918
- Champagne 1918

## Décorations
Sa cravate est décorée de la croix de guerre 1914-1918  avec deux citations à l'ordre de l'armée, puis une à l'ordre du corps d'armée. Puis de la Médaille commémorative de la campagne d'Italie (1859).
Il a le droit au port de la fourragère aux couleurs du ruban de la croix de guerre 1914-1918.

## Refrain
Le quatre-vingt six, huit balles dans le fusil.

## Personnages célèbres ayant servi au86eRI
- Mathieu Brialmont (1789-1885), général belge
- Guillaume Edinger (1850-1926), journaliste et écrivain français
- Aimé Grasset (1888-1924), aviateur français[11]
- Édouard Hardÿ de Périni (1843-1908), général français
- Mathieu Lacroix (1761-1822), général français
- Joseph Antoine Charles de Muller (1175-1863), colonel français
- Claude Joseph Pelecier (1774-1855), colonel français
- Joseph Nicolas Ritter (1775-1833), colonel français
- Nicolas-Joseph Thomas (1825-1898), général français
- Paul Veysseyre (1896-1963), architecte français

## Sources et bibliographie
- Adrien Pascal : Histoire de l'armée et de tous les régiments volume 4
- Émile Ferdinand Mugnot de Lyden : Nos 144 Régiments de Ligne
- Historiques des corps de troupe de l'armée française (1569-1900)
- Site de Dumoul
- Historique du 86e régiment d'infanterie et du 11e régiment d'infanterie légère
- Général Andolenko : Recueil d'Historiques de l'Infanterie Française (Eurimprim 1969)
- Annuaire militaire : Armée française d'Orient 1855. 2e armée, 5e Div. Gén. de la Motterouge, 1re Brig. Gén. Bourbaki.
- Bonnet, A (Capitaine), 86e régiment d'infanterie, 13e corps d'armée : historique des opérations pendant la guerre de 1914-1918, Le Puy, Impr. de Peyriller, Rouchon et Gamon, 1919, 90 p., lire en ligne sur Gallica.
- Anthony Villemont, « Le 86e Régiment d’infanterie en 1914-1918, les soldats du Velay dans la Première Guerre mondiale : historique des marches et opérations pour l’année 1914 », Bulletin historique de la Société académique du Puy-en-Velay et de la Haute-Loire, Le Puy-en-Velay, t. C,‎ 2024